# H. Varga Tamás
H. Varga Tamás (Győr, 1994. november 14. –), magyar színész, rendező.

## Élete
Alapfokú tanulmányait a győri Arany János Általános Iskolában végezte, majd a budapesti Vörösmarty Mihály Gimnáziumban tanult. A Színház és Film Intézetben szerzett színész képesítést.
Még gyermekként szerepelt a Győri Nemzeti Színházban, és már végzett színészként fellépett a Veszprémi Petőfi Színházban. Játszik a Turay Ida Színházban, a Spirit Színházban, a Hungarikum Pódium Színházban és az RS9 Színházban is.
2018-ban a Bohém Színjátszó alapítása fűződik a nevéhez.

## Színházi munkái

### Színpadi szerepei
| - Mark Ravenhill: Soping end fáking (Gary) - Meilhac–Millaud–Hervé: Nebáncsvirág (Tiszt) - Fedina Lídia–Torres Dani: Egérfogók (Buksi kutya) - Béres Melinda: Csingiling az erdőben (Gyáva nyúl) - Koltay Gábor–Koltay Gergely: Trianon (Újságíró) | - Prokofjev: Péter és a farkas (Vadász) - Paul Portner: Hajmeresztő (Tony Whitcomb) - Zilahy Lajos: Az utolsó szerep (Martin) - Kocsák–Somogyi–Miklós–Szabó Magda: Abigél (Fiú) - Fenyő–Novai: Hotel Menthol (Tubus - a Teddy Boysból) |

### Színházi rendezései
| - Vörösmarty Mihály: Csongor és Tünde - Shakespeare: Szentivánéji álom - H. Varga Tamás–Czigány Judit–Havancsák Eszter: Babaváró | - Pozsgai Zsolt: Razzia - Kosztolányi–Ady–József Attila–Galgóczy Glória: Sorsunk szerelmei |

## Filmszerepek

### Tévéfilmek
- Jóban Rosszban – Tolnai Bálint (2016)[7]
- Barátok közt – Holdas Boldizsár (2018)